# Cruydeboeck

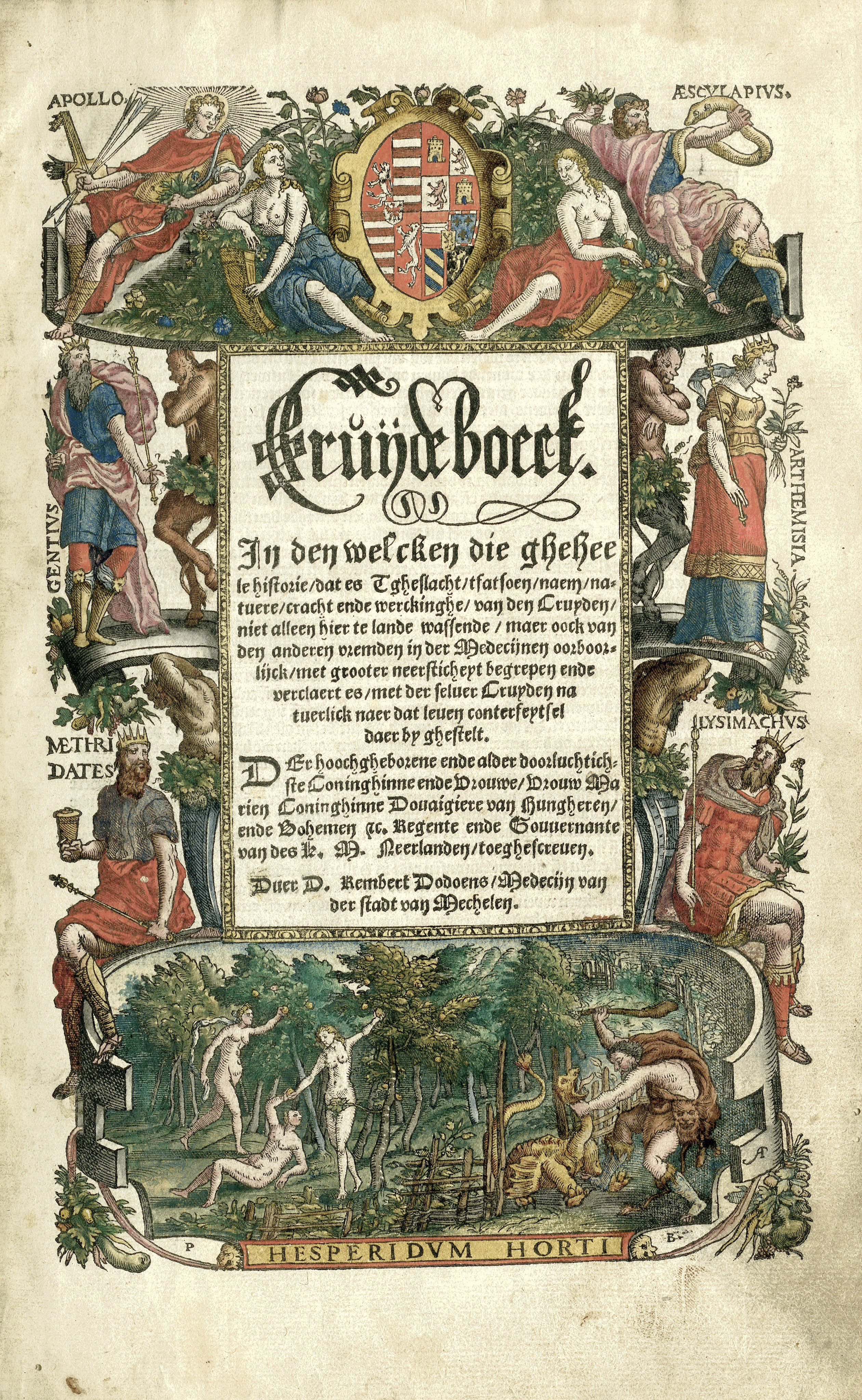
Cruijdeboeck, page de titre (édition de 1554).

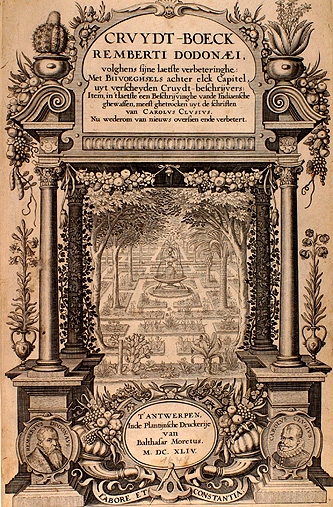
Cruydt-Boeck, page de titre (édition de 1644).

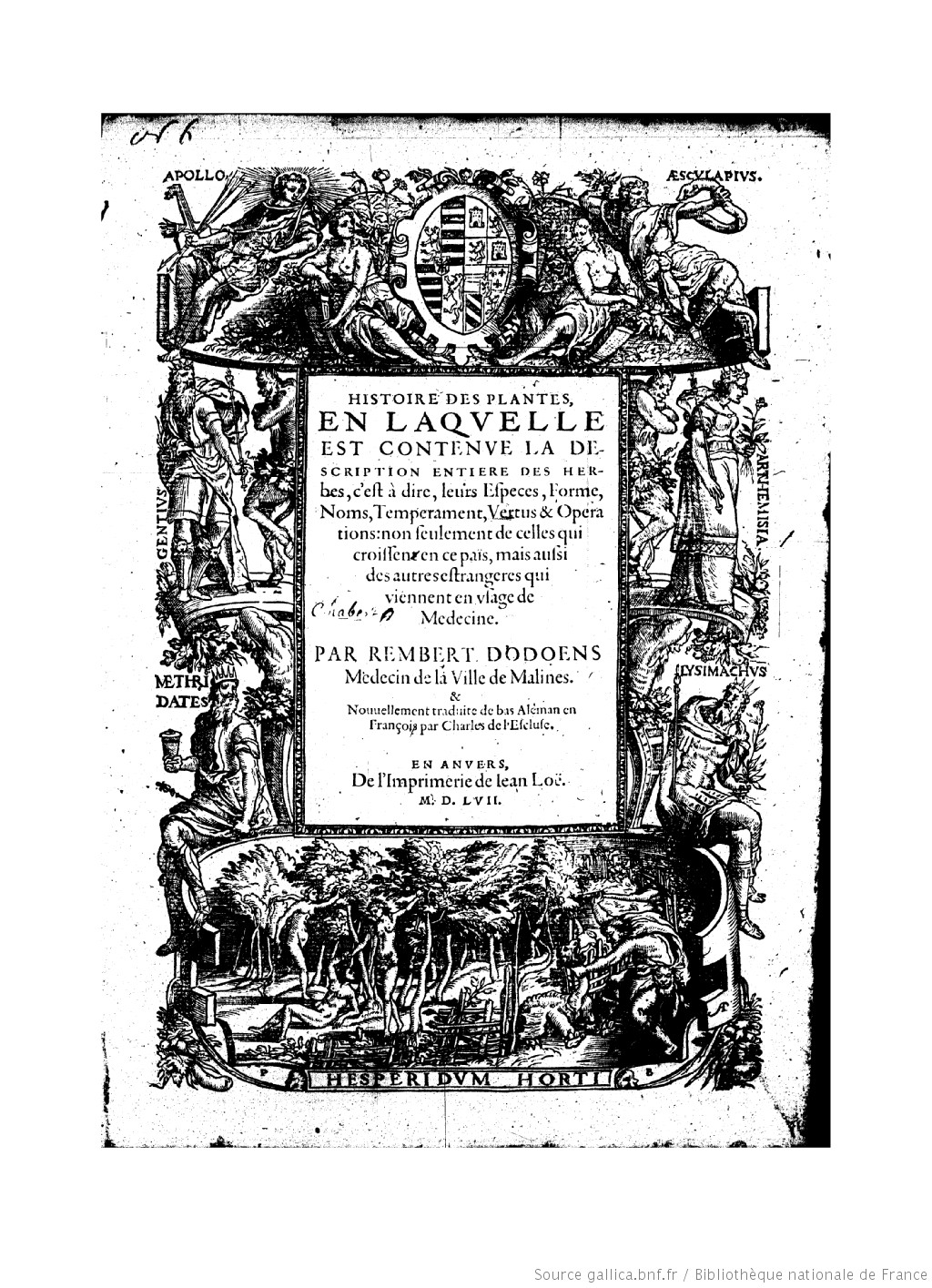
Histoire des plantes, page de titre (traduction de Charles de L'Écluse, édition de 1557).

Cruydeboeck (littéralement « herbier », de kruid - herbe, et boeck - livre) est un ouvrage de botanique sous forme d'un herbier artificiel, contenant 1060  plantes  et  715  gravures,  dont  200  inédites, écrit en néerlandais par le botaniste flamand, Rembert Dodoens (1517-1585), publié vers l'année 1554 chez Christophe Plantin à Anvers. Cet ouvrage a connu plusieurs éditions respectivement en 1563, 1608, 1618, 1644, toutes différentes. Les trois dernières sont des éditions posthumes, basées sur les Pemptades, et sont réellement des traductions de ce dernier ouvrage.

## Éditions et traductions
Le Cruydeboeck a été traduit en français par Charles de L'Écluse sous le nom d'« Histoire des plantes » et publié en 1557 à Anvers chez l'imprimeur Jean Loë (Jan van der Loe). Cette traduction est considérée comme une véritable deuxième édition en raison des nombreux ajouts. Elle a servi de base pour une traduction en anglais par Henry Lyte (A niewe Herball or Historie of Plantes). Cet ouvrage, publié la première fois à Anvers en 1578, comptait 779 pages et 870 gravures, dont trente nouvelles.
Une nouvelle édition du Cruydeboeck en néerlandais a été publiée en 1563 avec 1401 plantes,.
Le Cruydeboeck ne doit pas être confondu avec le Cruydt-Boeck, traduction en néerlandais du Stirpium Historiae Pemptades Sex, Libri XXX, publié en latin pour la première fois chez Plantin à Anvers en 1583. Le Stirpium représente le meilleur et le dernier grand ouvrage de Rembert Dodoens : une étude botanique monumentale, divisée en 6 grandes sections, contenant chacune 5 livres, avec un classement des plantes en 26 groupes, ce qui était de loin supérieur à toutes ses anciennes classifications.
Le Cruydt-Boeck est paru en 1608, 1618 et 1644, chez l'imprimeur Plantin à Anvers, accompagné de notes et ajouts de Frans et Joos van Ravelingen,.
Ono Ranzan a traduit le Cruydt-Boeck en japonais en 1799.

## Innovations

### Nouvelle présentation des plantes
Dans le Cruydeboeck Rembert Dodoens a, pour la première fois, classé les plantes selon leurs propriétés et leurs affinités réciproques, alors que jusque-là, elles avaient toujours été classées par ordre alphabétique. Il a distingué six grands groupes, subdivisés à leur tour en 26 sous-groupes différents.
Il a également décrit pour chaque plante les thèmes suivants :
1. les différents types de plantes,
2. la croissance et les inflorescences,
3. les parties telles que les feuilles, les fleurs, etc.,
4. le lieu de croissance,
5. l'époque de la floraison, de la naissance des fruits, etc.,
6. la valeur médicinale.

En outre, il a également ajouté les noms des plantes en plusieurs langues vernaculaires : néerlandais, allemand, tchèque, français, anglais, italien, espagnol, arabe, latin et grec.

### Usage de la langue maternelle
Dans la préface de l'ouvrage, Rembert Dodoens  explique lui-même à la reine  Marie de Hongrie et à Bohême, qui à l'époque était la régente des Pays-Bas des Habsbourg, pourquoi il a écrit son Cruydeboeck dans sa langue maternelle, le néerlandais. Il pensait que le savoir ne devait pas être réservé à une élite d'intellectuels, mais qu'il devait atteindre aussi les gens ordinaires. Pour cela, il fallait écrire dans la langue du peuple. 